# Vojevoda (opera)
Vojevoda je první, avšak nedochovaná opera Petra Iljiče Čajkovského z roku 1869.

## Těžkosti spojené s provedením díla
Za neúspěch opery si Čajkovskij mohl částečně sám, když nepřijal Rubinsteinovu nabídku, aby operu sám dirigoval. Místo toho byla práce na nastudování opery svěřena nezkušenému hudebnímu zaměstnanci. Během všech pěti představení byla opera spojena s nesouvisejícími balety. První večer sice přinesl jistý příslib úspěchu od publika. Když ale po deseti dnech od premiéry vyšla kritika Larocheho, byl text označen za "špatnou adaptaci špatného příběhu" a hudba pak za příliš "eklektickou, efektní v tichých momentech, ale pokaženou v energických částech hlasitou instrumentací maskující nejasný obsah". S tímto hodnocením po deset letech při psaní Naděždě von Meck souhlasil i sám Čajkovskij. Ten přitom mezi tím partituru sám spálil.